# Soljuntshobma
Soljuntshobma är en kulle i Finland. Den ligger i Utsjoki kommun i landskapet Lappland, i den norra delen av landet, 1 000 km norr om huvudstaden Helsingfors. Toppen på Soljuntshobma är 340 meter över havet. Soljuntshobma ingår i Paistunturit.
Terrängen runt Soljuntshobma är lite kuperad. Trakten runt Soljuntshobma är nära nog obefolkad, med mindre än två invånare per kvadratkilometer. Det finns inga samhällen i närheten. Omgivningarna runt Soljuntshobma är i huvudsak ett öppet busklandskap.